# Sissudiplosis chatterjeei
Sissudiplosis chatterjeei är en tvåvingeart som beskrevs av Mani 1942. Sissudiplosis chatterjeei ingår i släktet Sissudiplosis och familjen gallmyggor. Inga underarter finns listade i Catalogue of Life.